# Declaratief geheugen
Het declaratieve geheugen of het expliciete geheugen is een vorm van het langetermijngeheugen waarbij men opgeslagen kennis bewust kan beleven of oproepen. Het wordt doorgaans weer onderscheiden in twee deelvormen, namelijk het episodische geheugen (gebeurtenissen in ons persoonlijk leven) en het semantische geheugen (kennis van de wereld).